# 414

## Догађаји
- 1. јануар – Гала Плацидија, полусестра цара Хонорија, удата је за визиготског краља Атаулфа у Нарбону. Свадба се прославља уз римске свечаности и величанствене поклоне из готског плена.
- 4. јул – Цар Теодосије II, 13 година, уступа власт својој старијој сестри Елији Пулхерији, која влада као регент и проглашава се царицом (Аугуста) Источног римског царства.
- Констанције III, римски генерал (магистер милитум), почиње војни поход против Визигота у Галији. Блокира галске луке и опседа Марсеј.
- Приска Атала други пут у Бордоу проглашавају супарничким царем од стране Визигота, да би наметнули своје услове Хонорију, који има резиденцију у Равени.
- Јужни Лианг, држава шеснаест краљевстава током династије Ћин, престаје да постоји.
- Фа-Хиен, кинески будистички монах, враћа се из Индије и почиње да преводи будистичка дела на Кинески језик.
- Свештеномученик Авда, епископ града Сузе, спаљује зороастријски храм; у знак одмазде, персијски краљ Јаздегерд I наређује уништавање цркава.